# ブライソン・ティラー
ブライソン・ティラー（Bryson Tiller、本名: Bryson Djuan Tiller、1993年1月2日 - ）は、アメリカ合衆国ケンタッキー州ルイビル出身のR&Bシンガー、ソングライター、ラッパー。
2015年にデビューシングル「Don't」がヒットし広く知られるようになり、同年1stアルバム『Trapsoul』をリリース。グラミー賞のベストR&Bソング賞にノミネートされる。2017年には2作目のアルバム『True to Self』を発表し、初の全米1位を記録。また同年、DJキャレドの楽曲「Wild Thoughts」にリアーナと共にフィーチャーされ、全米2位のヒットとなる。2020年には3作目のアルバム『Anniversary』をリリースした。

## 来歴

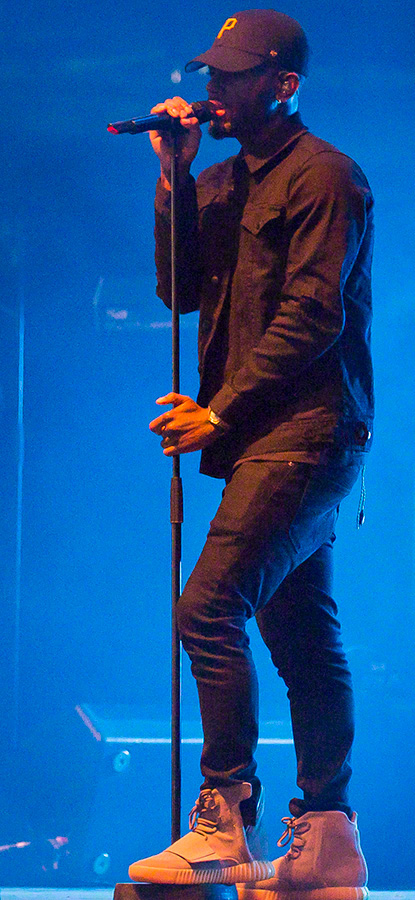
ライブでのBryson Tiller（2016年）

1993年1月2日、ブライソン・ジュアン・ティラーはケンタッキー州ルイビルで生まれる。4歳の時に母親を亡くし、その後は祖母に育てられた。15歳から歌とラップを始め、 2011年にミックステープ『Killer Instinct Vol.1』をリリースして音楽キャリアをスタートさせる。しかし2013年に娘が生まれたため学校を中退し、パパ・ジョンズ・ピザとUPSで働き、音楽活動も休止することになった。
2014年10月、楽曲「Don't」をSoundCloudにアップロードし、業界関係者から注目を集める。5月にiTunesで正式にデジタルダウンロード版としてリリースされ、全米13位のヒットを記録した。これをきっかけにRCAレコードと契約を結び、同年10月デビュー・アルバム『Trapsoul』をリリース、米Billboard 200で8位を記録する。アルバムの収録曲「Exchange」は第59回グラミー賞のベストR&Bソング賞にノミネートされた。
2016年、BETアワードで最優秀新人アーティスト賞と最優秀男性R&B/ポップ・アーティスト賞の2部門を受賞する。2017年5月、2作目のスタジオアルバム『True to Self』をリリースし、米ビルボード200で自身初の1位を獲得した。また同年、DJキャレドの楽曲「Wild Thoughts」にリアーナと共にフィーチャーされ、全米2位のヒットとなる。
2018年、H.E.R.の楽曲「Could've Been」にフィーチャリングで参加し、第63回グラミー賞のベストR&Bパフォーマンス賞にノミネートされた。
2020年10月2日、3作目のアルバム『Anniversary』をリリースした。

## 音楽性
ブライソン・ティラーは自身の音楽を「トラップとヒップホップの影響を受けたR&B、ヒップホップとR&Bの完璧なマリアージュ」と表現している。また「歌では言えないことでもラップなら言えることもある」と考えており、ラップでの表現にもこだわりを持っている。

### 影響を受けたアーティスト
ブライソン・ティラーはシンガーのオマリオンに大きな影響を受けたと語っている。「叔父がオマリオンのファーストアルバムを出してくれたんだけど、それが僕が歌いたいと思う最初のアルバムだった。それが曲を書くようになったきっかけだよ。彼の歌詞の付け方や歌の作り方が好きなんだ。だから、いいだろうと思って書き始めたんだ。ソングライターになりたいと思い始めたのはその時だった。アーティストになりたいと思ったことはなかった。ただ本当に曲を書きたかっただけなんだ。」と述べている。
他にもブライソン・ティラーは、R・ケリー、リル・ウェイン、クリス・ブラウン、ドレイクなどから影響を受けている。さらに、彼は影響を受けたアーティストとして、Jazmine Sullivan、アッシャー、リアーナ、ビヨンセ、ジェイ・Z、ノトーリアスB.I.G.、メアリー・J・ブライジを挙げている。

## 人物

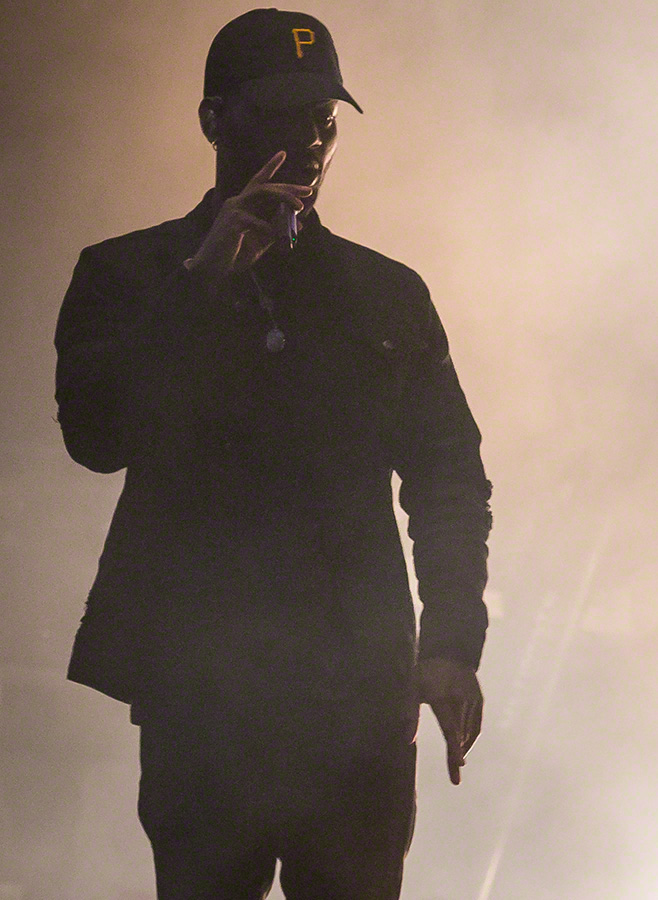
ライブでのBryson Tiller（2016年）

ブライソン・ティラーには2013年と2019年に生まれた2人の娘がいる。2020年6月、ブライソン・ティラーは27歳で故郷のケンタッキー州ルイビルにあるイロコイ高校を卒業した。

## ディスコグラフィ
スタジオ・アルバム
- Trapsoul (2015年)
- True to Self (2017年)
- Anniversary (2020年)
- Bryson Tiller (2024年)